# Scorpions
 Der er for få eller ingen kildehenvisninger i denne artikel, hvilket er et problem. Du kan hjælpe ved at angive troværdige kilder til de påstande, som fremføres i artiklen.

Scorpions er et band som blev dannet i Tyskland i 1965 som Beat Band af Rudolf Schenker, men opnåede ikke større succes, hvorefter de flere gange blev omdannet og i 1968 gik i opløsning. Rudolf Schenker gendannede imidlertid Scorpions i 1970, nu som et hård rock-band, der stadig er aktivt. Scorpions storhedstid var i 1980'erne med hits som "Blackout", "Rock You Like A Hurricane" og "Still Loving You", selvom det var 1990'er-hittet "Wind of Change", der blev det hidtil mest solgte af deres single-hits.

## Historie

### 1965–1978 – Begyndelsen
Bandet blev grundlagt i 1965 i Hannover af guitaristen Rudolf Schenker. Lige fra begyndelsen havde bandet ambitioner om at blive et af de bedste rockbands i verden, og de valgte derfor det let genkendelige navn Scorpions. I perioden frem til 1968 havde de forskellige jobs som opvarmning for bl.a. The Searchers. Efter at Klaus Meine og Michael Schenker var indtrådt i 1970, havde Scorpions diverse optrædener på små spillesteder, indtil de i 1972 udsendte deres debutalbum Lonesome Crow. Dette album fik pæn omtale i den tyske musikpresse, men slog ikke igennem internationalt. På den efterfølgende turné spillede de bl.a. som opvarmning for det engelske Hård Rock Band, UFO, som hyrede Michael Schenker som guitarist på resten af turnéen, hvorefter Scorpoins meddelte, at de stoppede. I 1973 blev de dog gendannet med Uli Roth som ny guitarist og Francis Buchholz som ny bassist. To år senere udkom Fly To The Rainbow, og det blev fulgt op med In Trance i 1975. Et album, der for alvor slog igennem – også udover Tysklands grænser. Året efter udkom albummet Virgin Killer, som blev censureret pga. dets kontroversielle cover, hvor en ung nøgen pige gav medierne associationer til børneporno. Gruppen accepterede at udskifte coveret med et mere sobert, og albummet blev endnu en succes, der også slog igennem i blandt andet Japan, hvor det opnåede Bandets første Guldplade. I 1977 udkom albummet Taken by Force, som blev fulgt op af et livealbum Tokyo Tapes i 1978 fra bandets turne i Japan.

### 1979–1987 – Verdensgennembruddet
Scorpions var nu et kendt band uden for Tysklands grænser, men de manglede stadig at slå igennem i USA. Bandet ønskede derfor at følge en mere kommerciel musikstil. Det fik Uli Roth, som havde skrevet flere af bandets forgående sange til at forlade bandet og i stedet starte en solokarriere. Hans afløser blev Matthias Jabs. Scorpions første forsøg med den nye stil blev Lovedrive i 1979 efterfulgt af Animal Magnetism i 1980. Disse albums brød for alvor isen til det amerikanske marked, og bandet blev derfor også rigtig populært i USA.
Efterhånden som bandet troede, at der nu ikke var noget der kunne hindre dem i vejen mod at blive et af de største rockbands i verden, så kom der et kæmpe chok for bandet i starten af 80'erne. I forbindelse med arbejdet på det nye album mistede forsanger Klaus Meine sin stemme og måtte søge lægehjælp. Flere specialister anbefalede ham at kvitte musikbranchen, men det nægtede han. I stedet opsøgte han en specialist i USA, som havde hjulpet mange forsangere, der havde mistet deres stemme. Og ved hjælp af to operationer og en masse genoptræning vendte Klaus Meine i stedet tilbage til Scorpions med en stemme stærkere end nogensinde.
Det fik hele verden at høre i 1982, da kæmpesuccesen Blackout udkom. Et album der væltede hele den internationale rockscene. Nu blev Scorpions betragtet fuldt ud på højde med mange af de andre daværende rocksværvægtere som Bon Jovi, AC/DC, Metallica, Iron Maiden og Aerosmith. Det resulterede i, at de i 1983 i Californien spillede for intet mindre end 325.000 mennesker. I 1984 udkom endnu et album Love At First Sting som – ligesom Blackout – blev en kæmpe succes over hele verden og det resulterede i at de som det første tyske rockband nogensinde spillede i den berømte Madison Square Garden i New York for 60.000 mennesker. I 1985 spillede de for 350.000 mennesker til Rock in Rio i Rio de Janeiro. Samme år samlede de nogen af de bedste liveoptrædener fra de sidste par år og udgav albummet World Wide Live.

### 1988–1995 – En ny udfordring
Nu havde Scorpions nået toppen. På godt og vel 20 år var de gået fra at være et lille amatørband fra Hannover, der spillede engang imellem i weekenderne til nu at være et af verdens bedste rockbands. I de sidste tre år havde de ikke andet end badet i succes og solgt mange millioner albums. Men så var den berømte top også nået, og nu kunne det stort set kun gå en vej – ned ad bakke. Det var Scorpions dog ikke indstillet på så efter kæmpesuccesen World Wide Live, kæmpede de for at bikse et nyt album sammen, som skulle bevare deres status som et af de bedste rockbands i verden. Det kom omsider i 1988 under navnet Savage Amusement. Et nyt stort album, men også et anderledes et end de forrige. Hvor det førhen var den klassiske hårde rock, så var Savage Amusement i langt højere grad præget af rockballader og lovesongs. I de samme år valgte Scorpions en ny, spændende udfordring.
Igennem de sidste 10 år havde de turneret over hele verden, men bare ikke i Sovjetunionen. Scorpions ville nu bryde den barriere og spille i den kommunistiske østblok. Regeringen i Sovjetunionen var imidlertid ikke meget for at lade Scorpions spille. Hård rock var ikke det mest velsete i Sovjetunionen, men alligevel endte det med, at de fik lov at spille i et par sovjetiske byer – blandt andet Moskva. Scorpions blev et kæmpe hit blandt den sovjetiske befolkning og specielt loveballaden "Still Loving You" gjorde stort indtryk på sovjetterne. Det gjorde det også på Klaus Meine, og det fik ham i 1989 til at påbegynde arbejdet med en ny sang. En sang der skulle knuse alle hitlister i hele verden og blive symbolet på den nye æra, der efterhånden var begyndt i Østeuropa. Året efter faldt Berlinmuren, og Scorpions stod klar med det nye album Crazy World. Og med det udkom det længe ventede kæmpehit – "Wind of Change". Det blev en landeplage over hele verden og gjorde, at Scorpions nu ikke kun var kendt i rockens verden, men i hele musikkens storslåede verden.
Scorpions havde nu formået at forblive på toppen. Dels ved forsat at levere nogen fantastiske albums og ikke mindst fordi de gang på gang har formået at udvide deres fanskare. Men nu ventede en ny udfordring. 80'erne var ovre, og nu ventede 1990'erne. Nu skulle Scorpions vise, at de også kunne gøre 90'erne til rockens årti. Det startede imidlertid med tumult. Den gamle garde med Klaus Meine, Rudolf Schenker, Matthias Jabs, Herman Rarebell og Francis Buchholz, som trofast havde turneret sammen igennem de sidste 13 år var nu ikke længere en enhed. I 1992 forlod Francis Buchholz nemlig bandet under stort postyr. Rygterne om hvorfor han forlod bandet har der været mange af, men bandet og Francis Buchholz har valgt at holde den hemmelighed for sig selv.
Ny bassist blev Ralph Rieckermann, og han skulle sammen med resten af Scorpions nu forsøge at leve op til de store forventninger, der var til det kommende album. Det udkom i 1993 under navnet Face The Heat. Et album der formåede at kombinere de gode gamle hårde rocksange med nogen smukke rock- og loveballader. Efter udgivelsen af albummet kom de på endnu en verdensturne, og Scorpions kunne konstatere at deres tid langt fra var forbi.
To år senere udkom deres tredje livealbum Live Bites, som var en samling af de bedste optrædener fra de sidste fem år. Men så valgte endnu et medlem at forlade Scorpions. Denne gang var det trommeslageren Herman Rarebell, der valgte at trække sig, og Scorpions måtte ud og finde en ny. Den midlertidige afløser blev Curt Cress.

### 1996–2003 – Fra hård rock til klassisk
I 1996 udkom albummet Pure Instict. Det blev langt fra nogen ligeså stor succes som de foregående og albummet var ikke nær så meget domineret af hård rock men i stedet blød rock/pop. Samme år fandt bandet en permanent afløser for Herman Rarebell. Det blev amerikaneren James Kottak, der skulle tilføre bandet noget frisk blod og der blev arbejdet hen imod det nye album. Det udkom i 1999 under navnet Eye II Eye. Albummet blev stærkt kritiseret for at være alt for poppet og man spekulerede i om Scorpions helt havde droppet rockgenren.
Det afskrækkede imidlertid ikke bandet fra at i 2000 at prøve en ny udfordring. De ville nu prøve at spille nogen af deres største hits sammen med det tyske symfoniorkester Berliner Philharmoniker. Det resulterede i samme år i et nyt album, som fik titlen Moment Of Glory. Et album, der heller ikke appellerede meget til den gamle målgruppe, men som godt kunne interessere folk, der var til klassisk musik og naturligvis de trofaste Scorpions-fans. Og selvom albummet mest indeholdte Scorpions-sange i klassiske musik-udgaver, så var der stadig noget af det gode gamle guitarmusik tilbage og det bedste af det hele – Klaus Meines fantastiske vokal. Året efter forsøgte de sig med et nyt klassisk album under navnet Acoustica. Et album der også appellerede mere til det rolige publikum.

### 2004–2009 – Stadig i live
De arbejdede nu på et nyt album, som skulle bringe dem tilbage til den gamle stil med hårde rocksange og fantastiske rockballader. Forberedelserne blev imidlertid noget anstrengte. Ralph Rieckermann havde efter Acoustica valgt at forlade Scorpions, og bandet måtte endnu engang se sig efter en ny bassist. Det blev Pawel Maciwoda fra Polen, som skulle løfte arven efter Francis Buchholz og Ralph Rieckermann. I 2004 udkom så det længe ventede album Unbreakable. Et album der, som sagt, mere appellerede til de mange fans de fik op igennem 70'erne og 80'erne. Scorpions havde engang for alle slået fast, at de var et sandt rockband. Albummet resulterede i en ny verdensturne, og i 2005 udgav de DVDén One Night In Vienna fra deres store koncert i Wien.
I maj 2007 udkom bandets 16. album Humanity - Hour 1, som kunne opleves på endnu en verdensturne, der i perioden 2007–2009 omfattede 158 optrædener i 36 lande.

## Annonceret afskedsturné
24. januar 2010 bekendtgjorde Scorpions på deres hjemmeside, at de ville udgive et album og afholde en verdensturné, som var planlagt som deres afsked med rock – scenen.
Den 19. marts 2010 udkom det studiealbum Sting in the Tail, som egentlig var annonceret som det sidste. Den finske sopran Tarja Turunen optræder på albummet som gæstesolist i The Good Die Young. Afskedsturnéen påbegyndes næsten samtidig med albummets udgivelse med åbningskoncert i Prag den 15. marts. Den 1. juni aflægger de besøg i hjembyen ved en koncert i TUI-Arena i Hannover. Senere besøger de USA, Sydamerika, Asien, Rusland og slutter i andre europæiske lande. Turneen blev imidlertid forlænget, og 18. januar 2013 annoncerede bandet, at de ville fortsætte med at turnere, men i mindre omfang end tidligere. I juli 2013 startede Scorpions deres Rock’n’Roll Forever Tour.
Get Your Sting and Blackout/Final Sting Worldtour/Rock ’n’ Roll Forever Tour  fortsatte indtil 2015, hvor den afløstes af deres 50 års jubilæumsturme. Fra 2017–2020 fulgtes den op med Crazy World Tour 2017-2020, der omfattede 131 koncerter.

## Bandmedlemmer

### Nuværende medlemmer
- Rudolf Schenker – Guitarist (1965–)
- Klaus Meine – Forsanger (1969–)
- Matthias Jabs – Guitarist (1978–)
- Paweł Mąciwoda – Bassist – Bassist (2003–)
- Mikkey Dee – Trommeslager (2016–)

### Tidligere medlemmer
- Michael Schenker (Guitarist) (1969–73, 1978–79)
- Uli Roth (Guitarist) (1974–78)

- Wolfgang Dziony (Trommeslager) (1965–72)
- Jürgen Rosenthal (Trommeslager) (1974)
- Rudy Lenners (Trommeslager) (1975–77)
- Herman Rarebell (Trommeslager) (1977–95)
- Curt Cress (Trommeslager) (1995–96)
- James Kottak (Trommeslager) (1996–2016)

- Lothar Heimberg (Bassist) (1968–72)
- Francis Buchholz (Bassist) (1974–92)
- Ralph Rieckermann (Bassist) (1992–2003)
- Ken Taylor (Bassist) (?)

## Diskografi

### Studiealbum
- Lonesome Crow (1972)
- Fly to the Rainbow (1974)
- In Trance (1975)
- Virgin Killer (1976)
- Taken by Force (1977)
- Lovedrive (1979)
- Animal Magnetism (1980)
- Blackout (1982)
- Love at First Sting (1984)
- Savage Amusement (1988)
- Crazy World (1990)
- Face the Heat (1993)
- Pure Instinct (1996)
- Eye II Eye (1999)
- Unbreakable (2004)
- Humanity: Hour I (2007)
- Sting in the Tail (2010)
- Return to Forever (2015)
- Rock Believer (2022)